# Chauliodus minimus
Chauliodus minimus is een straalvinnige vissensoort uit de familie van Stomiidae. De wetenschappelijke naam van de soort is voor het eerst geldig gepubliceerd in 1974 door Parin & Novikova.